# Rue Albert-Einstein (Marseille)
Pour les articles homonymes, voir Rue Albert-Einstein.
La rue Albert-Einstein est une voie marseillaise située dans le 13e arrondissement et de Marseille. 

## Situation et accès
Elle va de l’avenue François-Mignet au boulevard Bara, à la limite de Plan-de-Cuques.
Cette rue part de la station de métro La Rose et sa gare d’échange, longe la cité Val Plan puis le Technopôle de Château-Gombert et passe au-dessus des ruisseaux de Palama et de la Grave.
La rue Albert-Einstein est desservie par la ligne de métro  ainsi que par toutes les lignes de bus du réseau RTM qui desservent la station La Rose.
Depuis 2014, les autobus la desservent en site propre sur toute sa longueur.

## Origine du nom
La rue est nommée en hommage au physicien Albert Einstein.

## Historique
Elle prend sa dénomination actuelle par délibération du Conseil municipal du 30 mars 1990.